# La Tranclière

La Tranclière este o comună în departamentul Ain din estul Franței.